# Antonio Regal
Antoñito, właściwie Antonio Jesús Regal Angulo (ur. 24 grudnia 1987 w Herrera) – hiszpański piłkarz występujący na pozycji obrońcy, zawodnik greckiego klubu Panathinaikos AO.

## Życiorys

### Kariera klubowa
Pierwsze piłkarskie kroki stawiał w akademiach Polideportivo Ejido, a w klubie andaluzyjskim z Segunda División zadebiutował w sezonie 2007/2008. W 2008 został wypożyczony do UD Melilla z Segunda División B na sześć miesięcy. Następnym przystankiem w jego karierze była UD Almería B, z którą grał 30 razy w lidze i strzelił jednego gola w sezonie 2010/2011. Przez następne dwa sezony nosił koszulkę Écija Balompié, z którą zanotował łącznie 65 startów w lidze i zdobył 6 goli. Latem 2013 przeniósł się do FC Cartagena. Rok później do Albacete Balompié, gdzie spędził dwa sezony z 68 występami i jednym golem w lidze. W lipcu 2016 został przejęty przez Córdoba CF, której koszulkę nosił łącznie 27 razy w lidze. Od lata 2017 należał do Realu Valladolid, z którym zadebiutował w Primera División. W ciągu trzech lat swojej obecności w hiszpańskim klubie zanotował 80 występów i dwukrotnie strzelił w lidze.
26 września 2020 podpisał dwuletni kontrakt z greckim klubem Panathinaikos AO z Superleague Ellada.